# Dubinka (obwód grodzieński)
Dubinka (biał. Дубінка) – wieś na Białorusi, w obwodzie grodzieńskim w rejonie grodzieńskim, w sielsowiecie Porzecze.

## Historia
W czasach zaborów wieś w granicach Imperium Rosyjskiego, w guberni grodzieńskiej, w powiecie grodzieńskim.
W latach 1921–1939 Berwie należały do gminy Jeziory w ówczesnym województwie białostockim.
Według Powszechnego Spisu Ludności z 1921 roku wieś zamieszkiwało 79 osób, 3 były wyznania rzymskokatolickiego a 76 prawosławnego. Jednocześnie 3 mieszkańców zadeklarowało polską przynależność narodową a 76 białoruską. Było tu 14 budynków mieszkalnych.
Miejscowość należała do parafii prawosławnej w Jeziorach i rzymskokatolickiej w Nowej Rudzie. Podlegała pod Sąd Grodzki w Jeziorach i Okręgowy w Grodnie; właściwy urząd pocztowy mieścił się w Jeziorach.
W wyniku napaści ZSRR na Polskę we wrześniu 1939 miejscowość znalazła się pod okupacją sowiecką. 2 listopada została włączona do Białoruskiej SRR. 4 grudnia 1939 włączona do nowo utworzonego obwodu białostockiego. Od czerwca 1941 roku pod okupacją niemiecką. 22 lipca 1941 r. włączona w skład okręgu białostockiego III Rzeszy. W 1944 miejscowość została ponownie zajęta przez wojska sowieckie i włączona do obwodu grodzieńskiego Białoruskiej SRR.
Od 1991 r. w składzie niepodległej Białorusi.